# Hysteric Blue
Hysteric Blue var en japansk musikgrupp.

## Karriär
Rockbandet bildades år 1997 i Osaka. Bandet bestod av tre medlemmar. De var Mayumi Takeda på sång, Takuya Kusunose på trummor och Naoki Akamatsu på gitarr. Under karriären släppte bandet fem studioalbum, ett samlingsalbum och fjorton singlar.
Bandet upplöstes år 2004 då Naoki Akamatsu dömdes till 14 års fängelse för nio våldtäkter. Mayumi Takeda och Takuya Kusunose fortsatte inom musikbranschen genom sitt nya band The Screaming Frogs.

## Diskografi

### Studioalbum
- 1999 - Baby Blue
- 2000 - Wallaby
- 2001 - Bleu-Bleu-Bleu
- 2002 - Milestone
- 2003 - Junction

### Samlingsalbum
- 2002 - Historic Blue